# Правительство Михаила Мясниковича
Совет Министров Михаила Мясниковича (бел. Савет Міністраў Міхаіла Мясніковіча) — 7-е Правительство Республики Беларусь во главе с Михаилом Владимировичем Мясниковичем. Состав правительства был объявлен 28 декабря 2010 года.
27 декабря 2014 года Президент Республики Беларусь Александр Лукашенко выполнил давнее обещание и практически полностью обновил высший исполнительный орган власти, отправив Правительство Мясниковича в отставку.

## Структура
В соответствии с Указом Президента Республики Беларусь от 5 мая 2006 года № 289 (в редакции по состоянию на декабрь 2010 года) в Совет Министров входило 45 человек:
- Премьер-министр Республики Беларусь;
- 5 заместителей Премьер-министра Республики Беларусь;
- 24 министра;
- 8 государственных комитетов;
- руководитель Администрации Президента Республики Беларусь;
- председатель Национального банка Республики Беларусь;
- руководитель аппарата Совета Министров;
- председатель Президиума Национальной академии наук Беларуси;
- председатель Национального статистического комитета;
- директор государственного учреждения «Национальное агентство инвестиций и приватизации»[2][3]
- председатель Правления Белорусского республиканского Союза потребительских обществ.

== Состав Совета Министров ==
| Имя                                                                 | Фотография | Должность                                                 | Эмблема                        | Начало срока                      |
| ------------------------------------------------------------------- | ---------- | --------------------------------------------------------- | ------------------------------ | --------------------------------- |
| Михаил Владимирович Мясникович бел. Міхаіл Уладзіміравіч Мясніковіч |            | Премьер-министр Республики Беларусь                       |                                | 28 декабря 2010                   |
| Владимир Ильич Семашко бел. Уладзімір Ільіч Сямашка                 |            | Первый заместитель Премьер-министра Республики Беларусь   |                                | 23 декабря 2003                   |
| Анатолий Афанасьевич Тозик                                          |            | Заместитель Премьер-министра Республики Беларусь          |                                | 28 декабря 2010                   |
| Анатолий Николаевич Калинин бел. Анатоль Мікалаевіч Калінін         |            | Заместитель Премьер-министра Республики Беларусь          |                                | 28 декабря 2010                   |
| Валерий Николаевич Иванов бел. Валерый Мікалаевіч Іванаў            |            | Заместитель Премьер-министра Республики Беларусь          |                                | 28 декабря 2010 — 28 февраля 2012 |
| Пётр Петрович Прокопович бел. Пётр Пятровіч Пракаповіч              |            | Заместитель Премьер-министра Республики Беларусь          |                                | 18 января 2013                    |
| Сергей Николаевич Румас бел. Сяргей Мікалаевіч Румас                |            | Заместитель Премьер-министра Республики Беларусь          |                                | 28 декабря 2010 — 31 июля 2012    |
| Министры                                                            |            |                                                           |                                |                                   |
|                                                                     |            |                                                           |                                |                                   |
| Председатели государственных комитетов                              |            |                                                           |                                |                                   |
| Вадим Юрьевич Зайцев бел. Вадзім Юр'евіч Зайцаў                     |            | Председатель Комитета государственной безопасности        |                                | 15 июля 2008 — 9 ноября 2012      |
| и. о. Леонид Семёнович Мальцев бел. Леанід Сямёнавіч Мальцаў        |            | Председатель Комитета государственной безопасности        | 9 – 16 ноября 2012             |                                   |
| Валерий Павлович Вакульчик бел. Валерый Паўлавіч Вакульчык          |            | Председатель Комитета государственной безопасности        | 16 ноября 2012                 |                                   |
| Сергей Петрович Гурулёв бел. Сяргей Пятровіч Гурулёў                |            | Председатель Военно-промышленного комитета                |                                | 29 декабря 2010                   |
| Георгий Иванович Кузнецов бел. Георгій Іванавіч Кузняцоў            |            | Председатель Государственного комитета по имуществу       |                                | 29 декабря 2010                   |
| Игорь Витальевич Войтов бел. Ігар Вітальевіч Войтаў                 |            | Председатель Государственного комитета по науке и технике |                                | 29 декабря 2010 — 15 октября 2013 |
| Александр Геннадьевич Шумилин бел. Аляксандр Генадзевіч Шумілін     |            | Председатель Государственного комитета по науке и технике | 15 октября 2013                |                                   |
| Валерий Николаевич Корешков бел. Валерый Мікалаевіч Карашкоў        |            | Председатель Государственного комитета по стандартизации  |                                | 5 мая 2006 — 13 декабря 2011      |
| Виктор Владимирович Назаренко бел. Віктар Уладзімір Назаранка       |            | Председатель Государственного комитета по стандартизации  | 13 декабря 2011                |                                   |
| Игорь Анатольевич Рачковский бел. Ігар Анатольевіч Рачкоўскі        |            | Председатель Государственного пограничного комитета       |                                | 27 сентября 2007 — 31 июля 2012   |
| Александр Дмитриевич Боечко бел. Аляксандр Дзмітрыевіч Боечка       |            | Председатель Государственного пограничного комитета       | 2 августа 2012 — 2 ноября 2013 |                                   |
| и. о. Леонид Семёнович Мальцев бел. Леанід Сямёнавіч Мальцаў        |            | Председатель Государственного пограничного комитета       | 2 ноября 2013                  |                                   |
| Александр Францевич Шпилевский бел. Аляксандр Францавіч Шпілеўскі   |            | Председатель Государственного таможенного комитета        |                                | 24 сентября 2001 — 6 ноября 2014  |
| Юрий Алексеевич Сенько бел. Юрый Аляксеевіч Сянько                  |            | Председатель Государственного таможенного комитета        | 6 ноября 2014                  |                                   |
| Александр Серафимович Якобсон бел. Аляксандр Серафімавіч Якабсон    |            | Председатель Комитета государственного контроля           |                                | 28 декабря 2010 — 18 августа 2014 |
| Леонид Васильевич Анфимов бел. Леанід Васільевіч Анфімаў            |            | Председатель Комитета государственного контроля           | 18 августа 2014                |                                   |
| Председатели государственных учреждений                             |            |                                                           |                                |                                   |
|                                                                     |            |                                                           |                                |                                   |

После даты назначения или освобождения от должности членов Совета Министров стоит номер соответствующего Указа Президента Республики Беларусь.
Члены правительства расположены в списке в хронологическом порядке по дате их назначения. В список включены исполняющие обязанности министров, председателей Комитета государственной безопасности и Комитета государственного контроля, формально не являвшиеся членами правительства.
1. Прокопович, Пётр Петрович — Председатель Правления Национального банка Республики Беларусь (20 марта 1998 г., № 150 — 18 июля 2011 г., № 322), Заместитель Премьер-министра Республики Беларусь (с 18 января 2013 г., № 37)
2. Макей, Владимир Владимирович — Глава Администрации Президента Республики Беларусь (15 июля 2008 г., № 385 — 20 августа 2012 г., № 368), Министр иностранных дел Республики Беларусь (с 20 августа 2012 г., № 368)
3. Зиновский, Владимир Иванович — Председатель Национального статистического комитета Республики Беларусь (с 4 октября 2008 г., № 537)
4. Сидько, Сергей Дмитриевич — Председатель Правления Белорусского республиканского союза потребительских обществ (2009—2013 гг.)
5. Мясникович, Михаил Владимирович — Премьер-министр Республики Беларусь (с 28 декабря 2010 г., № 693)
6. Семашко, Владимир Ильич — Первый заместитель Премьер-министра Республики Беларусь (с 28 декабря 2010 г., № 694)
7. Иванов, Валерий Николаевич — Заместитель Премьер-министра Республики Беларусь (28 декабря 2010 г., № 695 — 28 февраля 2012 г., № 118), Председатель Правления Белорусского республиканского союза потребительских обществ (с 2013 г.)
8. Калинин, Анатолий Николаевич — Заместитель Премьер-министра Республики Беларусь (с 28 декабря 2010 г., № 696)
9. Румас, Сергей Николаевич — Заместитель Премьер-министра Республики Беларусь (28 декабря 2010 г., № 697 — 31 июля 2012 г., № 336), председатель правления открытого акционерного общества «Банк развития Республики Беларусь» (с 23 августа 2012 г., № 376)
10. Тозик, Анатолий Афанасьевич — Заместитель Премьер-министра Республики Беларусь (с 28 декабря 2010 г., № 698)
11. Якобсон, Александр Серафимович — Председатель Комитета государственного контроля Республики Беларусь (28 декабря 2010 г., № 691 — 18 августа 2014 г., № 412)
12. Амельянович, Михаил Михайлович — Министр лесного хозяйства Республики Беларусь (с 29 декабря 2010 г., № 704)
13. Ващенко, Владимир Александрович — Министр по чрезвычайным ситуациям Республики Беларусь (с 29 декабря 2010 г., № 704)
14. Жадобин, Юрий Викторович — Министр обороны Республики Беларусь (с 29 декабря 2010 г., № 704)
15. Жарко, Василий Иванович — Министр здравоохранения Республики Беларусь (с 29 декабря 2010 г., № 704)
16. Качан, Олег Леонидович — Министр спорта и туризма Республики Беларусь (29 декабря 2010 г., № 704 — 28 октября 2012 г., № 492)
17. Кулешов, Анатолий Нилович — Министр внутренних дел Республики Беларусь (29 декабря 2010 г., № 704 — 11 мая 2012 г., № 228)
18. Латушко, Павел Павлович — Министр культуры Республики Беларусь (29 декабря 2010 г., № 704 — 16 ноября 2012 г., № 519)
19. Мартынов, Сергей Николаевич — Министр иностранных дел Республики Беларусь (29 декабря 2010 г., № 704 — 20 августа 2012 г., № 367)
20. Маскевич, Сергей Александрович — Министр образования Республики Беларусь (с 29 декабря 2010 г., № 704)
21. Ничкасов, Анатолий Иванович — Министр архитектуры и строительства Республики Беларусь (29 декабря 2010 г., № 704 — 10 сентября 2013 г., № 410)
22. Озерец, Александр Владимирович — Министр энергетики Республики Беларусь (29 декабря 2010 г., № 704 — 18 апреля 2013 г., № 198)
23. Пролесковский, Олег Витольдович — Министр информации Республики Беларусь (29 декабря 2010 г., № 704 — 4 июня 2014 г., № 266)
24. Русый, Михаил Иванович — Министр сельского хозяйства и продовольствия Республики Беларусь (29 декабря 2010 г., № 704 — 10 апреля 2012 г., № 163), Заместитель Премьер-министра Республики Беларусь (с 10 апреля 2012 г., № 163)
25. Снопков, Николай Геннадьевич — Министр экономики Республики Беларусь (с 29 декабря 2010 г., № 704)
26. Харковец, Андрей Михайлович — Министр финансов Республики Беларусь (29 декабря 2010 г., № 704 — 21 июля 2014 г., № 362)
27. Цалко, Владимир Григорьевич — Министр природных ресурсов и охраны окружающей среды Республики Беларусь (с 29 декабря 2010 г., № 704)
28. Щербо, Иван Иванович — Министр транспорта и коммуникаций Республики Беларусь (29 декабря 2010 г., № 704 — 31 июля 2012 г., № 337)
29. Щёткина, Марианна Акиндиновна — Министр труда и социальной защиты Республики Беларусь (с 29 декабря 2010 г., № 704)
30. Войтов, Игорь Витальевич — Председатель Государственного комитета по науке и технологиям Республики Беларусь (29 декабря 2010 г., № 704 — 15 октября 2013 г., № 474)
31. Гурулёв, Сергей Петрович — Председатель Государственного военно-промышленного комитета Республики Беларусь (с 29 декабря 2010 г., № 704 )
32. Зайцев, Вадим Юрьевич — Председатель Комитета государственной безопасности Республики Беларусь (29 декабря 2010 г., № 704 — 9 ноября 2012 г., № 507)
33. Корешков, Валерий Николаевич — Председатель Государственного комитета по стандартизации Республики Беларусь (29 декабря 2010 г., № 704 — 13 декабря 2011 г., № 581)
34. Кузнецов, Георгий Иванович — Председатель Государственного комитета по имуществу Республики Беларусь (с 29 декабря 2010 г., № 704)
35. Рачковский, Игорь Анатольевич — Председатель Государственного пограничного комитета Республики Беларусь (29 декабря 2010 г., № 704 — 31 июля 2012 г., № 348)
36. Шпилевский, Александр Францевич — Председатель Государственного таможенного комитета Республики Беларусь (с 29 декабря 2010 г., № 704)
37. Мартынецкий, Константин Алексеевич — Руководитель Аппарата Совета Министров Республики Беларусь (с 29 декабря 2010 г., № 704)
38. Русецкий, Анатолий Максимович — Председатель Президиума Национальной академии наук Беларуси (29 декабря 2010 г., № 706 — 23 октября 2012 г., № 487)
39. Катеринич, Дмитрий Степанович — Министр промышленности Республики Беларусь (с 4 февраля 2011 г., № 53)
40. Голованов, Виктор Григорьевич — Министр юстиции Республики Беларусь (22 февраля 2011 г., № 59 — 4 октября 2011 г., № 446)
41. Пантелей, Николай Петрович — Министр связи и информатизации Республики Беларусь (22 февраля 2011 г., № 59 — 21 февраля 2014 г., № 79)
42. Полуян, Владимир Николаевич — Министр по налогам и сборам Республики Беларусь (с 22 февраля 2011 г., № 59)
43. Чеканов, Валентин Сергеевич — Министр торговли Республики Беларусь (с 22 февраля 2011 г., № 59)
44. Шорец, Андрей Викторович — Министр жилищно-коммунального хозяйства Республики Беларусь (с 30 июня 2011 г., № 288)
45. Ермакова, Надежда Андреевна — Председатель Правления Национального банка Республики Беларусь (с 27 июля 2011 г., № 330)
46. Билейчик, Александр Владимирович — исполняющий обязанности Министра юстиции Республики Беларусь (4 октября 2011 г., № 447 — Указом Президента Республики Беларусь от 13 декабря 2011 г. № 577 Министром юстиции Республики Беларусь назначен Слижевский О.Л.)
47. Слижевский, Олег Леонидович — Министр юстиции Республики Беларусь (с 13 декабря 2011 г., № 577)
48. Назаренко, Виктор Владимирович — Председатель Государственного комитета по стандартизации Республики Беларусь (с 21 февраля 2012 г., № 91)
49. Маринич, Леонид Адамович — исполняющий обязанности Министра сельского хозяйства и продовольствия Республики Беларусь (10 апреля 2012 г., № 169 — 21 августа 2012 г., № 372)
50. Шуневич, Игорь Анатольевич — Министр внутренних дел Республики Беларусь (с 11 мая 2012 г., № 229)
51. Сивак, Анатолий Александрович — Министр транспорта и коммуникаций Республики Беларусь (с 31 июля 2012 г., № 338)
52. Боечко, Александр Дмитриевич — Председатель Государственного пограничного комитета Республики Беларусь (2 августа 2012 г., № 350 — 2 ноября 2013 г., № 497)
53. Заяц, Леонид Константинович — Министр сельского хозяйства и продовольствия Республики Беларусь (с 21 августа 2012 г., № 373)
54. Кобяков, Андрей Владимирович — Глава Администрации Президента Республики Беларусь (с 27 августа 2012 г., № 385)
55. Шамко, Александр Игоревич — Министр спорта и туризма Республики Беларусь (с 31 октября 2012 г., № 495)
56. Мальцев, Леонид Семёнович — исполняющий обязанности Председателя Комитета государственной безопасности Республики Беларусь (9 ноября 2012 г., № 508 — 16 ноября 2012 г., № 510), Председатель Государственного пограничного комитета Республики Беларусь (с 2 ноября 2013 г., № 498)
57. Вакульчик, Валерий Павлович — Председатель Комитета государственной безопасности Республики Беларусь (с 16 ноября 2012 г., № 511)
58. Светлов, Борис Владимирович — Министр культуры Республики Беларусь (с 10 декабря 2012 г., № 551)
59. Потупчик, Владимир Николаевич — Министр энергетики Республики Беларусь (с 22 апреля 2013 г., № 199)
60. Гусаков, Владимир Григорьевич — Председатель Президиума Национальной академии наук Беларуси (с 15 октября 2013 г., № 472)
61. Чёрный, Анатолий Борисович — Министр архитектуры и строительства Республики Беларусь (с 15 октября 2013 г., № 473)
62. Шумилин, Александр Геннадьевич — Председатель Государственного комитета по науке и технологиям Республики Беларусь (с 15 октября 2013 г., № 475)
63. Попков, Сергей Петрович — Министр связи и информатизации Республики Беларусь (с 21 февраля 2014 г., № 80)
64. Ананич, Лилия Станиславовна — Министр информации Республики Беларусь (с 30 июня 2014 г., № 313)
65. Анфимов, Леонид Васильевич — исполняющий обязанности Председателя Комитета государственного контроля Республики Беларусь (с 18 августа 2014 г., № 413)